# Добропольский городской совет
 Добропольский городской совет — одна из административно-территориальных единиц в составе Донецкой области.
17 июля 2020 года территория горсовета и одноимённого района были включены в состав Покровского района.

## Состав
Добропольский городской совет — 60 001 чел.
- город Доброполье — 29 384 чел.
- город Белицкое — 8 125 чел.
- пгт Водянское — 1 451 чел.
- город Белозёрское — 15 220 чел.
- пгт Новодонецкое — 5 775 чел.
- Сельское население (посёлок Боковое)– 46 чел.

Всего: 3 города (3 горсовета), в том числе 2 города районного значения, 2 пгт (1 поссовет), 1 посёлок (сельское население).

## Экономика
Добыча каменного угля (ГХК «Добропольеуголь» — одно из крупнейших предприятий отрасли). Предприятия стройматериалов (завод железобетонных изделий, шлакоблочный), пищевая промышленность (хлебозавод, молокозавод), комбикормовый завод.